# Bergvattstjärnen, Ångermanland
Bergvattstjärnen är en sjö i Bjurholms kommun i Ångermanland och ingår i Gideälvens huvudavrinningsområde.